# Njusakjaurasj
Njusakjaurasj är en sjö i Kiruna kommun i Lappland och ingår i Torneälvens huvudavrinningsområde. Sjön har en area på 0,0843 kvadratkilometer och ligger 411,2 meter över havet.

## Delavrinningsområde
Njusakjaurasj ingår i det delavrinningsområde (757844-165119) som SMHI kallar för Mynnar i Torneträsk. Medelhöjden är 803 meter över havet och ytan är 47,34 kvadratkilometer. Det finns inga avrinningsområden uppströms utan avrinningsområdet är högsta punkten. Niusakjåkka som avvattnar avrinningsområdet har biflödesordning 2, vilket innebär att vattnet flödar genom totalt 2 vattendrag innan det når havet efter 443 kilometer. Avrinningsområdet består mestadels av skog (21 procent) och kalfjäll (78 procent). Avrinningsområdet har 0,14 kvadratkilometer vattenytor vilket ger det en sjöprocent på 0,3 procent.